# 戴维·范洛克
戴维·范洛克 （Dave Van Ronk、1936年6月30日—2002年2月10日）是一位美國民謠歌手。在1960年代，他是美國民間音樂復興和紐約市格林威治村的一個重要人物，被稱為“麥克杜格爾街市長”。
戴维·范洛克的作品包括古老英國民謠、藍調、福音、搖滾、新奧爾良爵士樂和搖擺樂。他因演奏拉格泰姆吉他音樂而聞名，特別是他的“St. Louis Tickle”和斯科特·喬普林的“Maple Leaf Rag”。 
戴维·范洛克在格林威治村中廣受讚譽，其主持咖啡館民俗文化，並通過激勵、協助和推廣許多藝術家。他結識的民間表演者包括鮑勃·迪倫、Tom Paxton、Patrick Sky、Phil Ochs、Ramblin'Jack Elliott和Joni Mitchell。鮑勃·迪倫在他的第一張專輯中錄製了戴维·范洛克對傳統歌曲日昇之屋的演譯，動物樂團在1964年完成一張頂級搖滾單曲《日昇之屋》開創民謠搖滾樂。
戴维·范洛克於1997年12月獲得美國作曲家，作家和出版商協會（ASCAP）頒發的終身成就獎。